# 우카가카
우카가카(伺か)는 데스크톱 상주형 애플리케이션의 하나로 데스크톱 마스코트로 불리는 소프트웨어의 일종이다. 우카가카의 본가 베이스 웨어(본체 애플리케이션)는 마테리아(MATERIA)라고 부른다. 또 우카가카를 니세 하루나, 임의, 나니카와 같은 옛날의 명칭으로 부르는 경우도 있다.
사용자가 우카가카를 실행하면, 대체로 두 명 1조의 캐릭터가 화면에 나타나 이따금 대화 등을 한다. 캐릭터의 데이터는 소프트웨어와는 독립적이기 때문에 사용자가 작성한 다양한 고스트(Ghost, 캐릭터)가 배포되고 있다.

## 기능
우카가카의 주된 기능은 컴퓨터의 메모리를 점유하고, CPU 할당량을 소모하는 메인 캐릭터 사쿠라와 서브 캐릭터 우뉴의 대화를 구경하는 것이다. 부가적인 기능으로는 NTP 클라이언트를 이용한 시간 맞추기, POP3를 이용한 메일 확인, 일정 관리, 윈도우 9x의 메모리 청소, 온라인 업데이트, SSTP를 활용한 통신 등이 있다.
사용자가 제작한 고스트를 실행하여 다양한 외모의 캐릭터와 특정 장르의 대화 등을 이용할 수 있다.